# Oria (kommun i Spanien, Andalusien, Provincia de Almería, lat 37,50, long -2,32)
Oria är en kommun i Spanien.   Den ligger i provinsen Provincia de Almería och regionen Andalusien, i den sydöstra delen av landet, 300 km söder om huvudstaden Madrid. Antalet invånare är 2 858. Arean är 235 kvadratkilometer. Oria gränsar till Albox, Partaloa, Fines, Olula del Río, Purchena, Somontín, Lúcar, Cúllar och Chirivel. 
Terrängen i Oria är huvudsakligen kuperad, men åt nordost är den platt.